# 走塁放棄
走塁放棄（そうるいほうき）とは、野球で、一塁に触れ、走者となったプレーヤーが、走路から離れ、次の塁に進もうとする意志を明らかに放棄した状態をいう。審判員に走塁放棄と判断された走者は、アウトになる。

## 概要
走塁放棄は、公認野球規則5.09(b)(2)に規定されている。一塁に触れ、走者となったプレーヤーが、走路から離れ、次の塁に進もうとする意志を明らかに放棄した場合、この走者はアウトになる。
規則5.09(b)の【原注】には、

一塁に触れてすでに走者となったプレーヤーが、もはやプレイは続けられていないと思い込んで、ベースパスを離れてダッグアウトか守備位置の方へ向かったとき、審判員がその行為を走塁する意思を放棄したとみなすことができると判断した場合、その走者はアウトを宣告される。この際、たとえアウトが宣告されても、他の走者に関しては、ボールインプレイの状態が続けられる。

と書かれており、ある走者が審判員によって走塁放棄と判断されアウトを宣告されても、引き続きボールインプレイであり、他の走者は走塁できるし、触球されればアウトになる。

## 規則制定の背景
1959年5月26日、ミルウォーキー・カウンティ・スタジアムで行われたピッツバーグ・パイレーツ対ミルウォーキー・ブレーブスの試合で、延長13回裏、ブレーブスの攻撃。一死一・二塁で、ジョー・アドコックが右中間越えの本塁打を打った。二塁走者のフェリックス・マンティラは正しく本塁に還ってきたが、一塁走者のハンク・アーロンは、打球がフェンス手前に落ちたと思い、二塁に達してから一塁側ベンチに引き上げかけた。打者走者のアドコックは、二塁を回って本塁に向かった。ブレーブスはアーロンを走路に戻したが、アドコックと走順が入れ替わったため、アドコックがアウトになった。審判員はマンティラとアーロンの得点を認め、0 - 2x（サヨナラゲーム）としたが、翌日、会長裁定で、アドコックの追い越しが二・三塁間だったので本塁打を取り消して二塁打に訂正し、スコアを0 - 1xとした。
このプレイの反省から、本塁打を生かすため、走塁を放棄した走者に対して審判員が直ちにアウトを宣告するための規定として、規則7.08(a)(2)（2017年現在の5.09(b)(2)）が設けられた。
本件に規則5.09(b)(2)を適用すると、アーロンが二塁に達してから一塁側ベンチに引き上げる様子が見られた時点で、審判員はアーロンに走塁放棄によるアウトを宣告できる。するとアドコックはアウトとはならず、本塁打がそのまま認められ、二塁打とされることはなくなる。

### 実例
2015年8月7日の全国高等学校野球選手権大会1回戦、下関商業対白樺学園の試合で、2回表、白樺学園の攻撃。一死一・二塁で、打者は中堅へ飛球を放った。中堅手は一度捕球しかけたが、落球し、一塁塁審も「ノーキャッチ」と判定した。一塁走者は捕球されたと思い込んで一・二塁間から一度一塁方向に戻り、落球に気づいて再び二塁に向かって走り出した。中堅手はボールを拾って二塁に送球した。送球のほうが早く、一塁走者はアウトになった。また、打者走者も捕球されたと思って途中で走塁をやめ、ベンチに向かっていた。二塁からの送球を受けた一塁手が一塁に触球したが、球審は、打者走者が走塁を放棄したと判断してアウトを宣告。結果、一塁走者と打者走者の併殺となって、攻撃が終了した
。

## フォースプレイと走塁放棄の関係
日本の公認野球規則5.09(b)(2)には、日本野球規則委員会が独自に設けた【注】に、「フォースの状態におかれている走者に対しては、本項を適用しない。」とある。したがって日本では、この【注】により、フォースの状態にある走者は走塁放棄によるアウトが宣告されない。
この【注】は、1985年の公認野球規則改正で設けられたものである。改正の背景となったのは、前年1984年8月14日の、全国高等学校野球選手権大会2回戦、京都西高校対新潟南高校の試合の出来事である。
3-3で迎えた延長11回裏、新潟南高校の攻撃。二死満塁で、打者は三遊間を破る決勝適時打を打った。このとき、一塁走者が二塁に触れずに本塁前に整列に来た。このことに京都西高校の選手は誰も気づかなかった。結局、三塁走者の得点はそのまま記録されて、新潟南高校の勝利が決定した。このプレイでは、本来ならば審判員が規則7.08(a)(2)（当時）を適用して、一塁走者にアウトを宣告しなければならなかったが、アピールプレイと勘違いして、裁定を下さなかった。
このプレイを受けて、翌1985年に規則7.08(a)に【注3】（当時）が設けられた。これ以後、一打サヨナラとなる場面で、フォースの状態にある一塁走者や二塁走者が、「試合が決した」と思って次の塁に達することなくベンチに戻ったり、本塁前に整列に来たりした場合、進塁の義務を果たしていないことについては規則5.09(b)(2)【注】を適用し、走塁放棄によって走者がアウトを宣告されることはなく、アピールプレイとする運用がなされている。
もともとは上記のプレイがきっかけで制定された【注】であるが、この規則は、悪意をもった後位の走者が故意に走塁放棄してアウトになり、前位の走者のフォースの状態を解除することの防止にもつながる。
例として、同点の最終回裏、無死満塁で、打者が二塁手の正面にゴロを打った場合を想定する。二塁手はゴロを捕ったら本塁に送球する以外に選択肢がない。本塁はフォースプレイであるから、捕手が送球を受けて本塁に触球し、間に合うならば一塁にも転送して併殺を狙うことが考えられる状況である。ここで二塁走者が、「自分が先にアウトになれば、三塁走者のフォースの状態が解除され、本塁に送球しただけではアウトにならなくなる」と考え、三塁ではなく、左翼手の守備方向に走って、走塁放棄を試みたとする。これが走塁放棄となるならば、後位の走者が先にアウトになったから、三塁走者はフォースアウトにならず、捕手は三塁走者に触球しなければならない。捕手が本塁に触球して併殺をとろうと一塁に送球した場合、三塁走者はアウトになっていないから本塁に到達すれば得点が認められ、サヨナラ勝ちになる。しかし、二塁走者はフォースの状態にあるから、規則5.09(b)(2)【注】により、走塁放棄は適用されない。よって、三塁走者は本塁フォースアウトである。